# Huracán Rita
El huracán Rita fue el ciclón tropical más intenso que se ha observado en el golfo de México y el primer huracán más intenso registrado en el océano Atlántico. Rita causó daños por $11 300 millones de dólares en la costa del golfo de Estados Unidos en septiembre de 2005. Rita fue el décimo séptimo huracán depresión tropical, décima tormenta tropical nombrada, quinto huracán "Mayor", y tercer huracán categoría 5 en la histórica temporada de huracanes del Atlántico de 2005.
Rita tocó tierra el 24 de septiembre entre las poblaciones de Sabine Pass, Texas y Johnson Bayou, Luisiana en Estados Unidos como un huracán categoría 3 en la escala de Saffir-Simpson. El huracán siguió afectando la parte sudeste de Texas.
La marejadas provocadas por la tormenta causaron daños considerables en el litoral de las costas de Luisiana y del sudeste de Texas destruyendo completamente algunas comunidades costeras. Rita mató a siete personas directamente; muchos otros murieron en evacuaciones y de efectos indirectos. El nombre de Rita fue retirado en la primavera de 2006 y será remplazado por Rina en la Temporada de 2011.

## Historia meteorológica
| Huracanes más intensos del Océano Atlántico | Huracanes más intensos del Océano Atlántico | Huracanes más intensos del Océano Atlántico | Huracanes más intensos del Océano Atlántico | Huracanes más intensos del Océano Atlántico | Huracanes más intensos del Océano Atlántico |
| Rank                                        | Huracán                                     | Año                                         | Presión                                     | Presión                                     |                                             |
| Rank                                        | Huracán                                     | Año                                         | hPa                                         | inHg                                        |                                             |
| ------------------------------------------- | ------------------------------------------- | ------------------------------------------- | ------------------------------------------- | ------------------------------------------- | ------------------------------------------- |
| 1                                           | Wilma                                       | 2005                                        | 882                                         | 26.05                                       |                                             |
| 2                                           | Gilbert                                     | 1988                                        | 888                                         | 26.23                                       |                                             |
| 3                                           | "Día de Trabajo"                            | 1935                                        | 892                                         | 26.34                                       |                                             |
| 4                                           | Rita                                        | 2005                                        | 895                                         | 26.43                                       |                                             |
| 4                                           | Milton                                      | 2024                                        | 895                                         | 26.43                                       |                                             |
| 6                                           | Allen                                       | 1980                                        | 899                                         | 26.55                                       |                                             |
| 7                                           | Camille                                     | 1969                                        | 900                                         | 26.58                                       |                                             |
| 8                                           | Katrina                                     | 2005                                        | 902                                         | 26.64                                       |                                             |
| 9                                           | Mitch                                       | 1998                                        | 905                                         | 26.73                                       |                                             |
| 9                                           | Dean                                        | 2007                                        | 905                                         | 26.73                                       |                                             |
| Fuente: HURDAT                              |                                             |                                             |                                             |                                             |                                             |

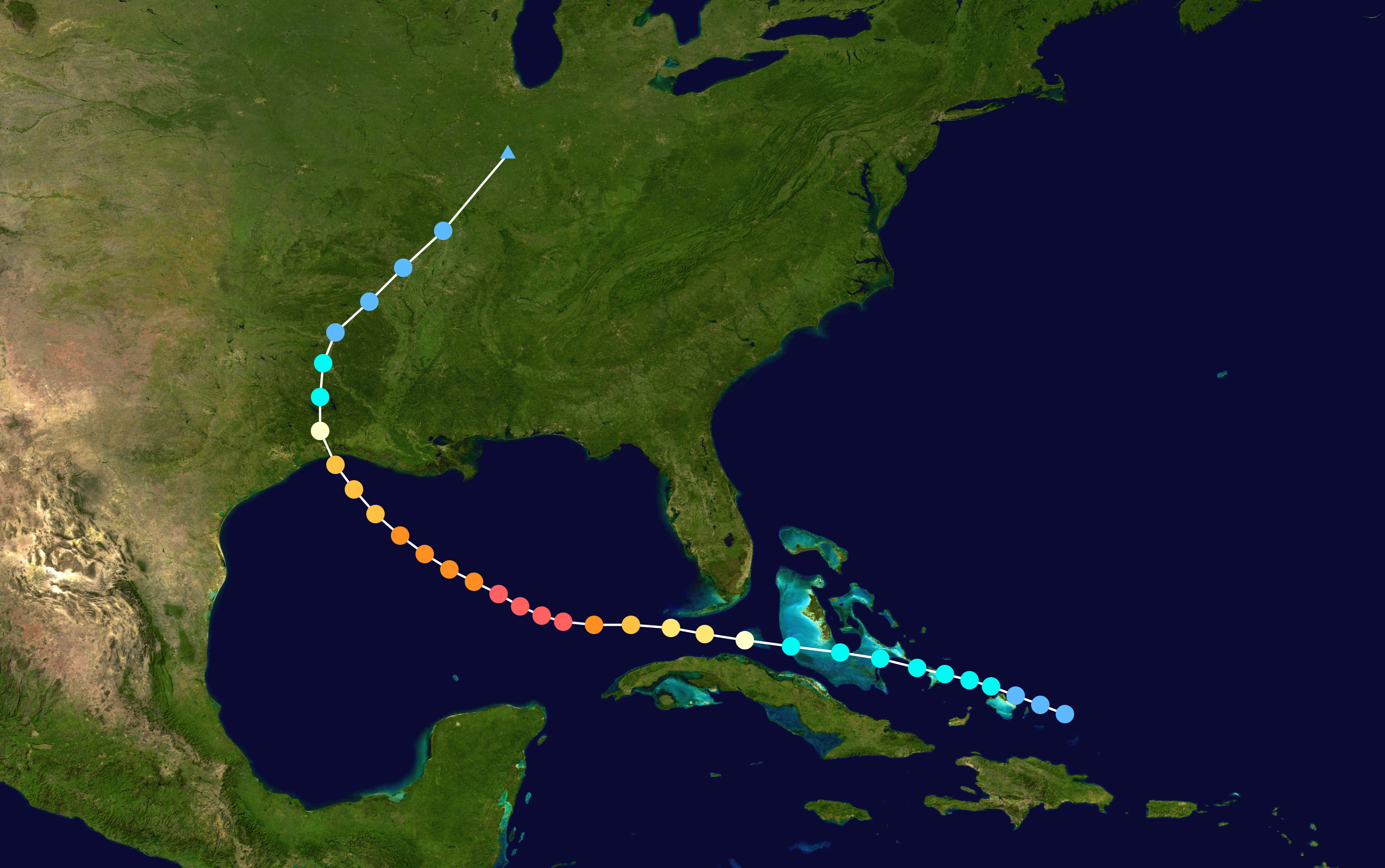
Trayectoria del huracán Rita.

- Se formó como una depresión tropical el 18 de septiembre de 2005.
- Se convierte en huracán el 20 de septiembre de 2005.
- El 21 de septiembre azota la Florida y Cuba como huracán categoría 4.
- El 22 de septiembre sale al golfo de México y se fortalece alcanzando la categoría 5. Se decreta alerta por lluvias torrenciales en Yucatán, mismas tormentas provocadas por la influencia de Rita.
- El 23 de septiembre se encuentra justo en frente del límite estatal de Texas y Luisiana, se decreta alerta en Nueva Orleans, Luisiana, Texas y Tamaulipas.
- El 24 de septiembre entra Rita a tierra, graves daños en Galveston. Se degrada a Tormenta Tropical.
- El 25 de septiembre, el sistema de Rita actúa débilmente sobre el continente.